# Play Ball (singel AC/DC)
Play Ball – promocyjny singel australijskiej grupy AC/DC, zapowiadający album Rock or Bust, wydany 7 października 2014 roku przez Columbia Records.

## Notowania

### Świat
| Lista             | Pozycja |
| ----------------- | ------- |
| Austria           | 44      |
| Belgia (Flandria) | 45      |
| Belgia (Walonia)  | 23      |
| Dania             | 15      |
| Francja           | 39      |
| Hiszpania         | 28      |
| Niemcy            | 39      |
| Szwajcaria        | 19      |

### Polska
| Lista                     | Pozycja |
| ------------------------- | ------- |
| Lista Przebojów Trójki    | 2       |
| Turbo Top Antyradio       | 6       |
| Aferzasta Lista Przebojów | 3       |